# Championnat de Hongrie de football 1924-1925
Navigation
Saison précédente Saison suivante
La saison 1924-1925 du Championnat de Hongrie de football est la 22e édition du championnat de première division en Hongrie. Les douze meilleurs clubs du pays se retrouvent au sein d'une poule unique, la Nemzeti Bajnokság I, où ils s'affrontent deux fois, à domicile et à l'extérieur. À l'issue du championnat, les deux derniers du classement sont relégués et remplacés par les deux meilleurs clubs de II. Osztályú Bajnokság, la deuxième division hongroise.
C'est le club du MTK Budapest FC, tenant du titre depuis 1917, qui termine à nouveau en tête du classement du championnat cette saison, avec huit points d'avance sur le Ferencváros TC et onze sur le Vasas SC. C'est le 12e titre de champion de l'histoire du club, qui réussit un nouveau doublé en battant l'Ujpest TE en finale de la Coupe de Hongrie.

## Les 12 clubs participants
| - Vasas SC - MTK Hungaria FC - Ferencváros TC - III. Kerületi TUE - Törekvés SE - Budapest EAC - Promu de II. Osztályú Bajnokság | - Újpest TE - Kispest AC - Budapest Torna Club - Zugl AC - Nemzeti SC - Promu de II. Osztályú Bajnokság - VAC Budapest |

## Compétition

### Classement
Le barème utilisé pour établir le classement est le suivant :
- Victoire : 2 points
- Match nul : 1 point
- Défaite : 0 point

| Rang | Équipe               | Pts | J  | G  | N | P  | Bp | Bc | Diff |
| ---- | -------------------- | --- | -- | -- | - | -- | -- | -- | ---- |
| 1    | MTK Budapest (T) (C) | 38  | 22 | 18 | 2 | 2  | 65 | 16 | +49  |
| 2    | Ferencváros TC       | 30  | 22 | 11 | 8 | 3  | 37 | 24 | +13  |
| 3    | Vasas SC             | 27  | 22 | 10 | 7 | 5  | 38 | 25 | +13  |
| 4    | III. Kerületi TVE    | 23  | 22 | 7  | 9 | 6  | 24 | 25 | -1   |
| 5    | Újpest TE            | 22  | 22 | 7  | 8 | 7  | 29 | 18 | +11  |
| 6    | Nemzeti SC (P)       | 22  | 22 | 8  | 6 | 8  | 29 | 32 | -3   |
| 7    | VAC Budapest         | 22  | 22 | 7  | 8 | 7  | 19 | 23 | -4   |
| 8    | Kispest AC           | 19  | 22 | 6  | 7 | 9  | 20 | 28 | -8   |
| 9    | Budapest EAC (P)     | 18  | 22 | 7  | 4 | 11 | 21 | 45 | -24  |
| 10   | Törekvés SE          | 16  | 22 | 4  | 8 | 10 | 30 | 34 | -4   |
| 11   | Zugl AC              | 15  | 22 | 4  | 7 | 11 | 23 | 42 | -19  |
| 12   | Budapest TC          | 12  | 22 | 3  | 6 | 13 | 13 | 26 | -13  |

|  | Champion de Hongrie 1924-1925                                                                 |
|  | Relégation en II. Osztályú Bajnokság                                                          |
|  | (T) : Tenant du titre (C) : Vainqueur de la Coupe de Hongrie (P) : Promu de deuxième division |

## Bilan de la saison
| Championnat de Hongrie de football 1924-1925 |                          |
| Champion                                     | MTK Budapest (12e titre) |
| Coupes et trophées                           |                          |
| Vainqueur de la Coupe de Hongrie 1924-1925   | MTK Budapest             |
| Promotions et relégations                    |                          |
| Promus en Nemzeti Bajnokság I                | 33 FC                    |
| Promus en Nemzeti Bajnokság I                | Erzsébetfalvai TC        |
| Relégués en II. Osztályú Bajnokság           | Budapest TC              |
| Relégués en II. Osztályú Bajnokság           | Zugl AC                  |